# Von-Neumann-Gesetz
Das Von-Neumann-Gesetz beschreibt die zeitliche Änderung der Größe von Zellen zweidimensionalen Schaumes.

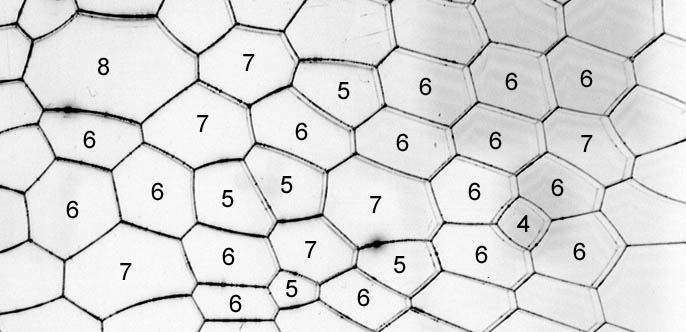
Schaumzellen mit Eckenanzahl

Durch die Druckunterschiede benachbarter Schaumzellen und die dadurch resultierende Diffusion ändert sich mit der Zeit auch der Flächeninhalt der einzelnen zweidimensionalen Schaumzellen.
John von Neumann fand 1952 das nach ihm benannte Gesetz
{\displaystyle {\dot {A}}=k\cdot (N-6)}
wobei {\displaystyle {\dot {A}}} die zeitliche Änderung des Flächeninhaltes einer Zelle mit N Ecken
angibt. k>0 ist ein Wachstumskoeffizient mit der Einheit {\displaystyle m^{2} \over s}.
Interessant dabei ist, dass die Flächenänderung also nur von der Seitenzahl der Schaumzelle, nicht aber von den Nachbarn oder der Fläche der Zelle abhängt. Ein Gleichgewicht stellt sich somit ein, wenn ein Bereich komplett aus sechseckigen Zellen besteht.
| 4-Eck | {\displaystyle {\dot {A}}=-2k} | Zelle schrumpft        |
| 5-Eck | {\displaystyle {\dot {A}}=-k}  | Zelle schrumpft        |
| 6-Eck | {\displaystyle {\dot {A}}=0}   | Flächeninhalt konstant |
| 7-Eck | {\displaystyle {\dot {A}}=k}   | Zelle wächst           |
| 8-Eck | {\displaystyle {\dot {A}}=2k}  | Zelle wächst           |

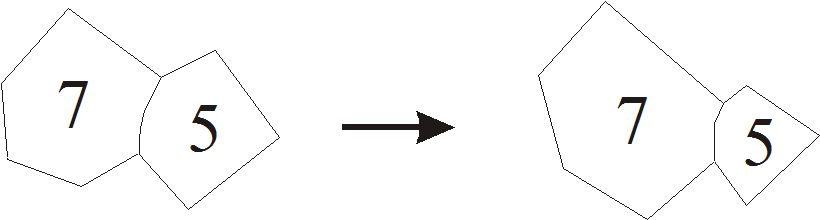
7-eckige Zellen wachsen, 5-eckige schrumpfen

Das Von-Neumann-Gesetz gilt nur für zweidimensionalen Schaum. Ein entsprechendes Gesetz für dreidimensionalen Schaum wurde von Sascha Hilgenfeldt et al. und Robert D. MacPherson & David J. Srolovitz vorgestellt.